# Kunitomo Ikkansai
Kunitomo Ikkansai est un nom japonais traditionnel ; le nom de famille (ou le nom d'école), Kunitomo, précède donc le prénom (ou le nom d'artiste).
Kunitomo Ikkansai (国友一貫斎 , 21 novembre 1778 - 26 décembre 1840) était un fabricant japonais de pistolet du début du XIXe siècle, qui, après avoir passé plusieurs mois à Edo où il a pu s’accoutumer aux produits hollandais, a construit le premier télescope réflecteur en 1831. Celui-ci était du type grégorien.
Le télescope de Kunitomo avait un grossissement de 60×, et a permis d’effectuer des études très détaillées sur les taches du Soleil et la topographie lunaire. Quatre de ses télescopes nous sont parvenus.
Kunimoto a aussi développé de fabrication pour les pistolets, et a également créé un fusil à air comprimé avec les connaissances du rangaku acquis des Néerlandais de Dejima.
(6100) Kunitomoikkansai, un astéroïde découvert en 1991, a été baptisé en son honneur.

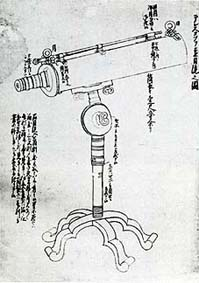
Télescope de Kunitomo, 1831.
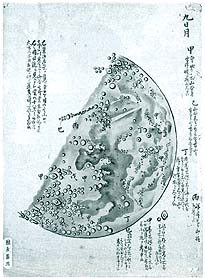
Étude d’observation de la Lune par Kunitomo en 1836.
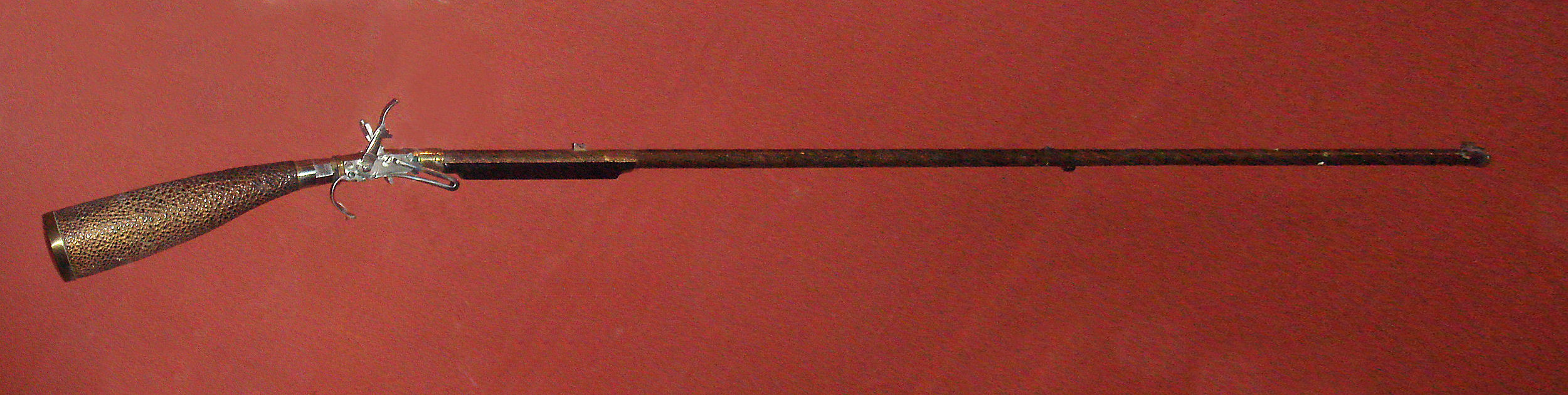
Fusil à air développé par Kunitomo, vers 1820–1830.
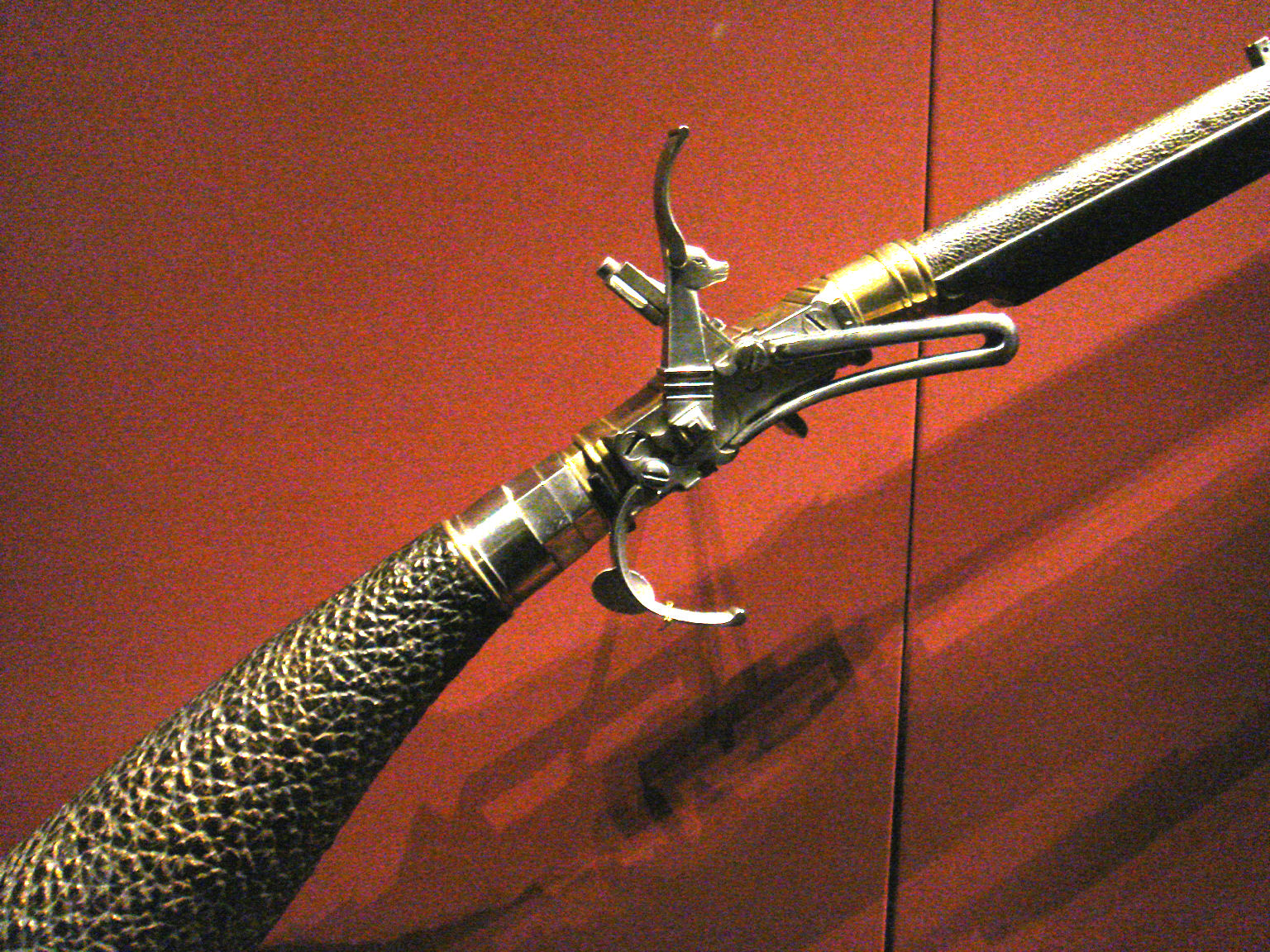
Gâchette du fusil à air.

## Source de la traduction
- (en) Cet article est partiellement ou en totalité issu de l’article de Wikipédia en anglais intitulé « Kunitomo Ikkansai » (voir la liste des auteurs).